# Akarnanija
Akarnanija je hribovita kraška pokrajina na jugozahodu Grčije ob obali Jonskega morja
Skupaj z Etolijo pokriva površino 5447 kvadratnih kilometrov in s tem tvori največji nomoi (administrativna pokrajinska enota) v Grčiji . Glavno mesto je Misolungi.

## Zgodovina

### Pred peloponeško vojno
Zdi se, da ime Akarnanija v najzgodnejših časih ni bilo znano. Homer (8. stoletje pr. n. št.) deželo nasproti Homerjeve Itake in Kefalonije imenuje le s splošnim imenom "Epeirus" (῎ηπειρος) ali celina, čeprav pogosto omenja Etolce.
Deželo naj bi prvotno naseljevali Tafijci (ali Telebojci), Lelegi in Kureti (pleme). Tafijci ali Telebojci so bili predvsem na otokih ob zahodni obali Akarnanije, kjer so se preživljali s piratstvom. Lelegi so bili bolj razširjeni in so bili v nekem obdobju tudi v posesti Etolije, Lokride in drugih delov Grčije. Kureti naj bi prišli iz Etolije in se naselili v Akarnaniji, potem ko so jih iz prejšnje dežele izgnali Etol in njegovi privrženci. Ime Akarnanija izhaja iz Akarnana, sina Alkmeona, ki naj bi se naselil ob ustju reke Aheloj. Če ima ta tradicija kakšno vrednost, bi to pomenilo, da se je argonska kolonija v zgodnjem obdobju naselila na obali Akarnanije.
V 7. stoletju pr. n. št. je grški vpliv v regiji postal pomemben, ko je antični Korint naselil Anaktorij, Solij in Levkas, Kefalonija pa Astakos. Prvotni prebivalci dežele so bili bolj potisnjeni v notranjost; nikoli niso veliko napredovali v umetnosti civiliziranega življenja in celo v času peloponeške vojne so bili grobo in barbarsko ljudstvo, vpleteno v nenehne vojne s sosedi in so živeli od ropanja in piratstva. Naselja Alizeja, Koronta, Limneja (Akarnanija), Medion (polis), Oeniadae, Palaerus, Phoitiai in Stratos, Grčija, omenja tudi Tukidid, pri čemer je slednje mesto sedež ohlapne konfederacije akarnanskih sil, ki se je ohranila do poznega 1. stoletja pr. n. št.
Starodavni Akarnanci pa so bili Grki in kot taki so se smeli potegovati na velikih panhelenskih igrah, čeprav so bili tesno povezani s svojimi sosedi, Agrajci in Amfilohijci ob Ambraškem zalivu, ki so bili barbarski ali nehelenski narodi. Kot drugi grobi gorjani so Akarnanci hvaljeni zaradi svoje zvestobe in poguma. Oblikovali so dobre lahke čete in bili odlični pračarji. Večinoma so živeli razpršeni po vaseh, ob napadu pa so se umaknili v gore. 

### Akarnanijska zveza
Strabon pripoveduje, da so bili združeni v politično ligo (Akarnanska liga), o kateri je Aristotel napisal delo, ki je zdaj izgubljeno (Ἀκαρνάνων Πολιτεία). Tukidid omenja hrib, imenovan Olpae, blizu Amfilohijskega Argosa, ki so ga Akarnanci utrdili kot kraj sodnega srečanja za reševanje sporov. Srečanja lige so običajno potekala v Stratosu, Grčija,ki je bilo glavno mesto v Akarnaniji. Toda v času Rimljanov so se srečanja odvijala bodisi v Tiriju bodisi v Levkasu, pri čemer je slednje mesto takrat postalo glavno mesto v Akarnaniji.
V zgodnjem obdobju, ko je del Amfilohije pripadal Akarnancem, so imeli javni sodni kongres v Olpi, utrjenem hribu približno 3 mi (4,83 km) od Argosa Amfilohikuma. O ustavi njihove lige nimamo skoraj nobenih podrobnosti. Iz napisa, najdenega v Punti, na mestu starodavnega Akcija, izvemo, da sta obstajala svet in splošna skupščina ljudi, ki sta sprejemala odloke: Ἔδοξε τᾷ βουλᾷ καὶ τῷ κοινῷ τῶν Ἁκαρνάνων. Na čelu lige je bil strateg (Στρατηγός) ali general; svet pa je imel tajnika (γραμματεύς), ki je bil očitno pomembna oseba, kot v Ahajski in Etolski ligi. Glavni duhovnik (ἱεραπόλος) Apolonovega templja v Akciju je bil očitno visokega ranga; in bodisi njegovo ime bodisi ime stratega je bilo uporabljeno za uradne datume, kot je bilo ime prvega arhonta v Atenah.

### Klasično in helenistično obdobje
Ker je bila Akarnanija strateško locirana na pomorski poti v Italijo, je bila vpletena v številne vojne. Njihovo sovraštvo do korintskih naseljencev, ki so jih oropali vseh njihovih najboljših pristanišč, je Akarnance naravno vodilo k temu, da so se postavili na stran Atencev; toda neposredni vzrok za njihovo zavezništvo z Atenami je bil izgon Amfilohijcev iz mesta Argos Amfilohikum s strani korintskih naseljencev iz Ambracije, okoli 432 pr. n. št. Akarnanci so podprli izgnane Amfilohijce in da bi dosegli vrnitev slednjih, so zaprosili za pomoč Atene. Atenci so zato poslali odpravo pod vodstvom Formija, ki je zavzel Argos, izgnal Ambračane in vrnil mesto Amfilohijcem in Akarnancem. Sedaj je bilo formalno sklenjeno zavezništvo med Akarnanci in Atenci. Edina mesta v Akarnaniji, ki se mu niso pridružila, sta bila Oiniade in Astak.
Akarnanci so bili v veliko pomoč pri ohranjanju nadvlade Aten v zahodnem delu Grčije in so se posebej odlikovali leta 426 pr. n. št., ko so pod poveljstvom Demostena (atenski general, umrl 413 pr. n. št.) dosegli pomembno zmago nad Peloponežani in Ambračani v bitki pri Olpi. Ob zaključku te kampanje so sklenili mir z Ambračani, čeprav so še naprej ostali zavezniki Aten. Leta 391 pr. n. št. najdemo Akarnance v vojni z Ahajci, ki so zavzeli Kalidon v Etoliji; in ker so bili slednji pod močnim pritiskom Akarnancev, so zaprosili za pomoč Lakedaimonce (Špartance), ki so poslali vojsko v Akarnanijo, pod poveljstvom kralja Agesilaja. Slednji je opustošil deželo, vendar njegova odprava ni imela trajnih posledic, medtem ko so se mesta Akarnanije predala Lakedaimoncem pod Agesilajem in so nekaj časa ostala špartanski zavezniki, leta 375 pr. n. št. so se pridružila Drugi atenski ligi. Akarnanci so se kasneje postavili na stran Beotijcev v njihovem boju proti Šparti in z Atenami proti Filipu II. Makedonskemu pri  itki pri Hajroneji.
Po času Aleksandra Velikega leta 314 pr. n. št., so se na zahtevo makedonskega kralja Kasandra naselja Akarnanije, ki so ležala blizu etolske meje, združila v manj večjih naselij. Kljub temu so bili pogosti obmejni spopadi z Etolci, ki so okoli leta 250 pr. n. št. privedli do razdelitve akarnanskega ozemlja med Etolijo in Epir. Po padcu epirskega kralja je akarnansko ozemlje, ki je bilo dano Epiru, ponovno pridobilo neodvisnost in Levkada je postala glavno mesto regije, vendar so spopadi z Etolci ostali. Akarnanci so se posledično tesno povezali z makedonskimi kralji, katerim so ostali zvesti v svojih različnih usodnih preobratih. Ostali so zvesti kralju Filipu v njegovi vojni (Druga makedonska vojna) z Rimljani, in šele po zavzetju Levkade, njihovega glavnega mesta, in Filipovem porazu v bitki pri Kinoskefalah so se podredili Rimu. Ko je Antioh III. Veliki, kralj Selevkidsko cesarstvo leta 191 pr. n. št. napadel Grčijo, je Akarnance njihov rojak Mnasiloh prepričal, da so podprli njegovo stvar; toda po izgonu Antioha iz Grčije so ponovno prišli pod rimsko nadvlado. Pri ureditvi grških zadev s strani Emilija Pavla in rimskih komisarjev po porazu (Tretja makedonska vojna) kralja Perzeja (168 pr. n. št.) je bila Levkada ločena od Akarnanije in mesto Tirej je bilo imenovano za novo glavno mesto.

### Rimsko in bizantinsko obdobje
V 1. stoletju pr. n. št. je Akarnanija močno trpela zaradi piratov in v rimskih državljanskih vojnah. Ko je bila Grčija zmanjšana na obliko rimske province, je dvomljivo ali je bila Akarnanija priključena provinci Ahaja ali Epir, vendar se kasneje omenja kot del Epirja. Prebivalci več njenih mest so bili s strani Avgusta preseljeni v Nikopol, ki ga je ustanovil po bitki pri Akciju in Akarnanija je padla pod vladavino tega mesta in v času cesarja Avgusta Strabon opisuje deželo kot popolnoma izčrpano in izčrpano.
Leta 395 je postala del Vzhodnega rimskega cesarstva. Ko so cesarstvo napadle zahodne sile v četrti križarski vojni (1204), je Akarnanija prešla v Epirski despotat, leta 1348 pa jo je osvojila Srbija. Nato je leta 1480 padla pod Osmansko cesarstvo. Od leta 1832 je del Grčije.

## Geografija
Akarnanija je sestavljena iz treh glavnih regij: 
- skalnate obale,
- razgibanega gorskega pasu, ki sledi obali in
- ravnin, ki ležijo med temi gorami in reko Aheloj.

V antiki je bila Akarnanija veljala za najzahodnejšo provinco Grčije, na severu jo je omejeval Ambraški zaliv, na severovzhodu Amfilohija, na zahodu in jugozahodu Jonsko morje, na vzhodu pa Etolija. Obsegala je približno 1.571 sq mi (4.070 km2). Pod Rimljani ali verjetno malo prej, je reka Aheloj tvorila mejo med Akarnanijo in Etolijo; toda v času peloponeške vojne se je ozemlje Oeniade, ki je bilo eno od akarnanskih mest, raztezalo vzhodno od te reke. Notranjost Akarnanije so pokrivali gozdovi in gore, ki niso bile visoke. Med temi gorami je več jezer in veliko rodovitnih dolin. Glavna reka v državi je Aheloj, ki v spodnjem delu svojega toka teče skozi obsežno ravnino velike naravne rodovitnosti, imenovano po sebi Paracheloitis. Do 19. stoletja je bila ravnina prekrita z močvirji, in večji del se je zdelo, da je nastal z aluvialnimi nanosi Aheloja. Zaradi te okoliščine in ker je reka pogosto spreminjala svoj tok,Južni del obale Akarnanije je doživel številne spremembe od antike. Glavni pritok Aheloja v Akarnaniji je Anapus (Ἄναπος), ki se je izlival v glavni tok 80 stadijev (en stadij je ca. 172 m) južno od Stratusa.
Na obali je več rtov, vendar sta od teh le dva posebej omenjena pri piscih v antiki, rt Actium in rt Crithote (Κριθωτή), na zahodni obali, ki tvori eno stran majhnega zaliva, na katerem je stalo mesto Astacus. Od celinskih jezer je edino, ki ga po imenu omenjajo klasični pisci, jezero Melite (Μελίτη; sodobno jezero Trichonida), dolgo 30 stadijev in široko 20, severno od ustja Aheloja, na ozemlju Oeniadae. Med Leucasom in Ambracijskim zalivom je bila laguna ali slano jezero, ki mu je Strabo dal ime Myrtuntium (Μυρτούντιον). Čeprav je bila zemlja Akarnanije rodovitna, je prebivalci niso veliko obdelovali. Izdelki dežele so redko omenjeni pri starodavnih piscih. Plinij Starejši govori o rudnikih železa, in tudi o lovu na bisere pri Actiumu. Glavno bogastvo prebivalcev so bile njihove črede in jate, ki so se pasle na bogatih travnikih v spodnjem delu Aheloja. Ob zahodni obali Akarnanije je bilo veliko otokov. Od teh so bili najpomembnejši Echinades, ki so se razprostirali od ustja Aheloja vzdolž obale proti severu; Taphiae Insulae, ki ležijo med Leucasom in Akarnanijo in sam Leucas, ki je prvotno bil del celinske Akarnanije, vendar je bil kasneje ločen od slednje z umetnim kanalom.

## Seznam Akarnijcev
- Carnus, videc Apolona, ki je ustanovil kult Apolona Carneusa med Dorci; glej tudi Carneia.

- Amphilytus, videc Peisistratosa (Atene).

- Megistias, videc v bitki pri Termopilah.

- Lysimachus iz Akarnanije, eden od učiteljev Aleksandra Velikega

- Filip iz Akarnanije, eden od zdravnikov Aleksandra Velikega

- Machatas (kipar)

- Aristomenes iz Alyzeie|Aristomenes iz Akarnanije, varuh in regent Ptolemeja V Epifana

- Aleksander iz Akarnanije, general Antioha Velikega

## opombe
1. ↑  Leta 239 pr. n. št. so Akarnanci v veleposlaništvu, ki so ga poslali v Rim, da bi prosili za pomoč, trdili, da niso sodelovali v odpravi proti Troji, predniku Rima, kar je bilo verjetno prvič, kot ugotavlja Thirlwall, da so se pohvalili z izpustitvijo svojega imena iz Homerjevega kataloga. Justin (zgodovinar), 28.1; Connop Thirlwall, Hist. of Greece, zv. viii. str. 119–120.